# Aragonés de la tierra de Biescas
El aragonés de la tierra de Biescas es la variedad dialectal del aragonés hablada en la zona de Biescas y el Sobremonte, en el Alto Gállego (provincia de Huesca, Aragón, España), perteneciente al bloque central.

## Fonética
- Predominan los diptongos normales en aragonés -ie-, -ue-, pero hay ejemplos de diptongos en –ia-, -ua-: guambra, hua (pero se dice mucho más huei), babiaca, A Isuala, cuacha (en Sobremonte y Gavín).
- Hay referencias a palabras que conservan (o conservaban) las sordas intervocálicas pero que hoy ya no se emplean. Los casos de conservación son casos comunes en el aragonés de zonas vecinas: mielca, melico, catirón, mallata, forato, a retepelo, xordica, caxico, colorito, foricar, siendo casos menos extendidos en aragonés capeza, capitero, eclofito, cazata, cazataire, prenatal, cantarita.
- Hay palabras sueltas que tienen una -ch- que proviene de la -LL- geminada latina: cuacha (en Sobremonte y Gavín).
- Hay pocos casos de sonorización detrás líquida: eslambio, fraxengo/frahengo, vergando, rangüello, xordica.
- Se mantiene el fonema –x-, pero en los últimos años ha empezado a ser sustituido por –ch- (cheada) y –j- castellana (que se representa ortográficamente -h- en aragonés): chordiga/xordiga, bucho/buxo, caxico/cahico.
- La -ll- < -LY-, -C'L-, empieza a ser sustituida por la -j- castellana: treballar/trebahar'

## Morfología
- La gente joven emplea el artículo general aragonés o, os, a, as, sin embargo entre gente mayor todavía puede oírse la variedad postvocálica ro, ros, ra, ras (parece que era bastante vivo hasta hace un par de generaciones) como en el tensino, bergotés y el valle de Vio.
- Los participios que se usan son en –au, -iu, pero hace dos generaciones todavía se empleaban participios en –ato, -ito.
- El verbo veyer (ver) presenta un pasado fuerte.
- En cuanto a la parte del condicional más común en aragonés (-ría), se ha hallado otro en dos construcciones: –reba (podreban estar más en [rós Alto y abreba de venir más chen en Biescas), parece que es análogo con el pasado imperfecto en -eba, -iba.
- La partícula pronómino-adverbial bi (o la variante be), i se usa solo en la conjugación impersonal del verbo haber, y de vez en cuando con otros empleos: no se si b'está, ne b'ha prou de chen

## Léxico
Léxico no citato y propio de Biescas y alrededores es: casalivo, gotifarriar, narronal, cantarita, cantaluria, revivir (sobrevivir), follar (fer fuella, salir fuellas), chichiberria, regota, mosal/musal, ruchar, cobaquí, coballá.